# All Through the Day
All Through the Day ist ein Song von Jerome Kern (Musik) und Oscar Hammerstein (Text), der 1945 veröffentlicht wurde.
Arlen und Mercer schrieben den Song All Through the Day für den Film Centennial Summer (1946, Regie: Otto Preminger), mit Jeanne Crain und Cornel Wilde in den Hauptrollen. Vorgestellt wird der Song in dem Film von Larry Stevens, Cornel Wilde und Louanne Hogan, die den Gesang für die Schauspielerin Jeanne Crain synchronisierte. All Through the Day erhielt 1947 eine Oscar-Nominierung in der Kategorie Bester Song.
Nach Ansicht von Don Tyler war Jerome Kerns Song „nicht so opernhaft wie dessen frühere Songs“; „sogar ein Meister wie Kern hatte Mühe, die Diskrepanz zwischen Operette, die zuvor modern war, und der populären Musik, die nun en vogue war, zu überbrücken.“ Übersetzt lauten die ersten Zeilen des Lieds: „Den ganzen Tag lang träume ich von der Nacht / Ich träume von der Nacht mit dir / Den ganzen Tag lang wünsch’ ich mir, dass die Zeit vergeht, bis zum Moment, an dem ich bei dir bin“. Die Musik zu Centennial Summer war Jerome Kerns letzte Arbeit für den Film; sie enthielt auch den Song In Love in Vain, den er mit Leo Robin geschrieben hatte.
All Through the Day gelangte auf Position 1 bei Your Hit Parade; am erfolgreichsten war die Version von Frank Sinatra; aber auch Perry Como/Russ Morgan (RCA Victor 20-1814) und Margaret Whiting (Capitol 240) gelangten in die Charts. Aufgenommen wurde der Song um 1946 von Bing Crosby (Decca 23680), (Columbia 36962), Ray Bloch (Signature), Dick Haymes/Helen Forrest, Tommy Madman Jones (Sterling 7001), Vincent Lopez (Mercury 3004), Art Mooney (Vogue Picture Record R-730), The Three Sun (Majestic 7175) und  aufgenommen; auch Woody Herman and His Orchestra, Jo Stafford und Charlie Barnet hatten den Song im Liverepertoire. In den folgenden Jahren entstanden zahlreiche Coverversionen im Bereich des Jazz und der populären Musik, u. a. von Kenny Drew senior, Gunnar Almstedt 1957, George Shearing 1961 und David Allyn 1964. In späteren Jahren wurde der Song u. a. auch von Betty Carter, Meredith D’Ambrosio, Philip Catherine und Kiri Te Kanawa interpretiert. Der Diskograf Tom Lord listet zwanzig Versionen des Songs.